# Harry Schoenmakers
Harry Schoenmakers, né le 27 mars 1934 à Blerick (Limbourg), est un coureur cycliste néerlandais, professionnel de 1956 à 1958.

## Palmarès
- 1953
  - 9e du Tour du Limbourg
- 1954
  - 5e de Amsterdam-Arnhem-Tiel-Amsterdam
- 1955
  - 5e du Tour du Limbourg

## Résultats sur les grands tours

### Tour d'Italie
1 participation
- 1956 : abandon